# 国鉄ホキ9800形貨車
国鉄ホキ9800形貨車（こくてつホキ9800がたかしゃ）は、かつて日本国有鉄道（国鉄）及び1987年（昭和62年）4月の国鉄分割民営化後は日本貨物鉄道（JR貨物）に在籍したホッパ車である。

## 概要
ホキ9800形は麦芽輸送用として1972年（昭和47年）から1981年（昭和56年）にかけて日本車輌製造にて55両（オホキ9800 - オホキ9854）が製作された30 t積の私有貨車である。1966年に登場していたホキ2200形は国鉄所有車で、荷主が自社の生産計画に合わせた自由な配車ができなかったため、私有貨車として本形式が製作された。
記号番号表記は特殊標記符号「オ」（全長 12 m 以上）を前置し「オホキ」と標記する。

## 構造
外観はホキ2200形とほぼ類似するが、ホキ9800形の方が積荷比重が0.55と小さいため、55.0 m3に拡大された（ホキ2200形は50.0 m3）。荷役方式はホッパ上部の積込口による上入れ、ホッパ下部の取出口による下出し（自重落下+吸引式）であった。
全長は12,700 mm、全幅は2,962 mm、全高は3,880 mm、台車中心間距離は8,600 mm、実容積は55.0 m3、自重は17.6 t、換算両数は積車5.0、空車1.8である。台車はホキ9832までが平軸受・コイルばね式のTR41E、ホキ9833以降がTR213Cである。
大きく2タイプに大別でき、前期形33両（オホキ9800 - オホキ9832）は落成時は黒色であったが、1978年（昭和53年）にホキ2200形と同じクリーム4号に変更された。後期形22両（オホキ9833 - オホキ9854）は落成時よりクリーム4号であった。

## 年度別製造数
各年度による製造会社と両数、所有者は次のとおりである。
- 昭和47年度 - 33両
  - 日本車輛製造 33両 キリンビール （オホキ9800 - オホキ9832）
- 昭和56年度 - 22両
  - 日本車輛製造 22両 キリンビール （オホキ9833 - オホキ9854）

## 運用
所有者は全車とも製造から廃車までキリンビールの1社のみで、当初の常備駅は9800・9801が入江駅、9802・9803が尼崎駅、9804 - 9809と9833 - 9844が山下埠頭駅、9810 - 9832と9845 - 9854が湊川駅であった。キリンビール各工場までの原料輸送に運用され、入江駅 - 取手駅間、山下埠頭駅 - 倉賀野駅間、湊川駅 - 太刀洗駅間などで輸入麦芽を輸送した。
1985年3月14日の湊川駅廃止後は神戸港駅に移動し、神戸港駅常備車は引き続き三菱倉庫高浜岸壁の専用線を発着する輸入麦芽列車1往復に運用されていたが、1986年10月17日の運行をもって廃止された。10月17日運行の最終列車は DD13 636 + ヒ840 + ホキ9829 + ホキ9817 の編成で、ホキには「国鉄さんありがとう」と書かれた横断幕が掲出された。
関西地区で運用を終了した車両は1986年11月に12両が東北地区の仙台西港駅へ移動し、残りは1987年4月に廃車となった。関東地区の車両も本牧操駅（後の横浜本牧駅）へ移動し、1994年12月には仙台西港駅常備車もそれに合流した。
1987年（昭和62年）4月の国鉄分割民営化時にはJR貨物に継承され、1995年（平成7年）度末時点では24両が残存していた。末期は横浜本牧駅 - 仙台西港駅間で運用されていたが、1998年（平成10年）1月に全車廃車となり形式消滅した。